# 体脂肪計

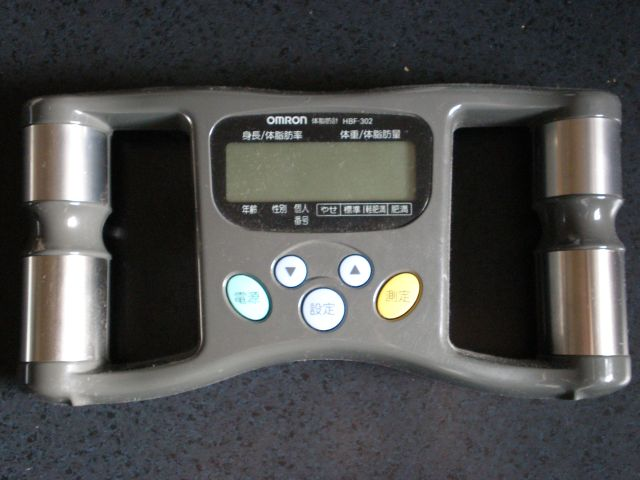
生体インピーダンス法による体脂肪計。立って両腕を伸ばし、両手で持って測定する。

体脂肪計（たいしぼうけい）は、人体に占める脂肪の割合（体脂肪率）を測定する計器である。現在では家庭用に量産されている。

## 概要
体脂肪量を測定する方法には水中体重秤量法や空気置換法といった方法があるがいずれも測定に手間がかかるという問題があった。そこで注目されたのがインピーダンス法である。脂肪とそれ以外の人体構成成分ではインピーダンスが異なる。体に微弱な電流を流して抵抗を測定することで手軽に体脂肪率を測ることができるようにした機器が体脂肪計である。

## 歴史
一般用に普及している乗るだけで測定できるタイプの体脂肪計は、体重計などの計測機器の株式会社タニタが、世界で初めて製造・販売した。
機器としては、家庭用・業務用があり、最近では通信機能を持った体脂肪計も出てきている。
また、一歩進んだ健康管理のため、体重・体脂肪率のみだけではなく、多彩な測定結果を見ることができる体組成計が普及し始め、体脂肪計とならび、健康状態を簡単にチェックできる機器として主流となりつつある。

## 方式
一般家庭用体脂肪計には、両手間、両足間、片手と両足間、両手と両足間で測定するものがあるが、両手間のもの及び両足間のものが一般的である。
例えば、両足間で測定する機器の場合、足を乗せるための極板を両足別に用意してその間に微弱な交流電圧を印加し、裸足で極板に乗るようにすれば、人体のインピーダンスを求めることができる。極板にひずみゲージ（ストレインゲージ）を取り付ければ体重も同時に測定できる。
ただし、体内の電流の流れ方は一様ではないので、インピーダンスの測定結果がそのまま体脂肪率を反映するわけではない。インピーダンスは身体の水分量の影響を受けるため同じ体脂肪計を使っていても朝と夕方では測定値が違うことがある。
体脂肪計は、他の原理を用いて正確に測った体脂肪率を基礎データとして、インピーダンスの測定結果の他に性別、年齢、身長、体重などのデータを加えて推定を行うプログラムを内蔵しているが、必ずしも正確な値が得られるとは限らず、推定のアルゴリズムもメーカーや機種によって異なる。従って、家庭用体脂肪計の結果そのものは一種の目安とし、同じ体脂肪計で測った結果の長期的な変動に注目する。そのため、高機能な体脂肪計には、測定結果を記憶していく機能も内蔵されている。
なお、被測定者が激しい運動後、入浴後、食事の直後、アルコールの摂取後であるときや、むくみ症状、脱水症状、発熱中であるときは正確な測定が難しくなる。
また以下に該当する者は、水分率や骨密度の違いから、体脂肪計の測定結果と真の体脂肪率の違いが大きいと言われている。
- 成長期の児童
- 高齢者、閉経以降の女性
- ボディビルダーやスポーツを職業にしている人、またはそれに近い人
- 風邪などで発熱中の人
- むくみ症の人
- 骨粗鬆症患者
- 妊娠中の人
- 人工透析患者

なお、インピーダンス法による体脂肪計は心臓ペースメーカーなどを装着している人は使用できないので注意を要する。